# Mala Brijesnica
Mala Brijesnica är ett samhälle i Bosnien och Hercegovina.   Det ligger i entiteten Federationen Bosnien och Hercegovina, i den centrala delen av landet, 100 km norr om huvudstaden Sarajevo. Mala Brijesnica ligger 263 meter över havet och antalet invånare är 1 857.
Terrängen runt Mala Brijesnica är huvudsakligen kuperad, men åt sydost är den platt. Runt Mala Brijesnica är det ganska tätbefolkat, med 72 invånare per kvadratkilometer.. Närmaste större samhälle är Gračanica, 7,2 km öster om Mala Brijesnica. 
I omgivningarna runt Mala Brijesnica växer i huvudsak blandskog.